# Новогодняя пытка
«Новогодняя пытка» (Очерк новейшей инквизиции) — сатирический рассказ русского писателя А. П. Чехова, созданный в 1887 году. Впервые был опубликован в юмористическом журнале «Осколки» 4 января 1887 года. Литературоведы относят это произведение к жанру «календарной словесности» о «визитёрах», вынужденных в праздничные дни посещать власть имущих, родственников и соблюдать неприятные им традиции. В 1880-х годах Чехов много писал для периодической прессы, в которой этот жанр массовой литературы был востребован.

## История создания
В рассказе пародийно воспроизведены некоторые сюжетные коллизии бульварной мелодрамы «Далила» французского драматурга Октава Фелье, кроме того она прямо упоминается в этой новелле. Пьеса посвящёна взаимоотношениям представительниц высшего общества и артиста, человека искусства. Согласно сюжету драмы властная красавица-аристократка Элеонора вредит таланту поэта и композитора Андреа Росвейна, приводит к его смерти и его невесты, а мужская слабохарактерность является в «Далиле» причиной многочисленных трагикомических положений. На русской сцене премьера пьесы Фелье состоялась 3 декабря 1886 года в московском театре Корша, на которой присутствовал Чехов. В российской провинции эта мелодрама имела устойчивую популярность, а критики относили к числу её достоинств театральную сценичность и выигрышную, эффектную главную женскую роль Элеоноры: «опытной светской кокетки, которая безжалостно губит даровитого артиста».
Рассказ впервые был опубликован в петербургском юмористическом журнале «Осколки» в № 1 от 14 января 1887 года, за подписью: А. Чехонте. Последующие издания были основаны на этой журнальной публикации. Сохранилась рукописная копия рассказа «Новогодняя пытка» с автографом автора: «В полное собрание не войдёт. А. Чехов».

## Сюжет
«Верочка», жена московского чиновника уже в годах, заставляет его сделать визиты вежливости к родственникам, во время которых поздравить их с Новым годом. Она заявляет, что она несчастная супруга, он глуп, бессовестен и ленив. В случае того если он не пойдёт с гостевыми поздравлениями, то она клянётся, что уйдёт от него: «Ненавижу! Презираю! Сию же минуту уезжай! Вот тебе списочек».
Муж, который ещё не отошёл от вчерашних праздничных возлияний, его мучает похмелье и изжога, хочется спать, скрепя сердце вынужден подчиниться и едет на извозчике с Зубовского бульвара в Лефортово к её богатому дяде, которому он обязан местом. По словам рассказчика, дядя жены Семён Степаныч «прекраснейший человек», но у него есть один крупный недостаток — он увлечён разрешением «болгарского вопроса», следит за действиями великих держав и видит в балканских проблемах английские происки, заявляя вошедшему родственнику: «Тут Англия, брат! Будь я, анафема, трижды проклят, если не Англия!» Семён Степаныч настолько заинтересован в изложении своей точки зрения на балканские проблемы, что не замечает, что его гость скучает и вот-вот может заснуть. В итоге, после прослушанного полуторачасового политического монолога рассказчику удаётся покинуть словоохотливого родственника и отправиться в Хамовники к полковнику Фёдору Николаевичу. Последнему чиновник обязан, так как в прошлом году занял у него шестьсот рублей: «Когда вы, заикаясь и потупив взоры, заявляете, что у вас, ей-богу, нет теперь свободных денег, и слёзно просите обождать ещё месяц, полковник всплескивает руками и делает плачущее лицо». Он выговаривает визитёру то, что он думает по этому поводу, и, заявляя, что сам находится в крайней нужде, читает нотации, называет гостя бессовестным человеком. После того как рассказчик вырывается от Фёдора Николаевича, он срывается на извозчика: «К Нижегородскому вокзалу, сскотина!». В этом районе проживает его кузина, которая в данный момент находится в «растрёпанных чувствах», жалуется на мигрень и заявляет, что умирает. Она обнимает гостя и умоляет вспомнить о его клятвах в любви. Рассказчику, утомленному этой сценой, удаётся вырваться, воспользовавшись появлением какого-то незнакомого визитёра: «Как сумасшедший срываетесь вы с места, целуете кузине руку и, благословляя избавителя, мчитесь на улицу». На этот раз главный герой рассказа отправляется к Крестовской заставе, где проживает брат жены — Петя, который угощает его коньяком и просит занять 25 рублей, гость пытается отказаться, но это не помогает: «Петя обижается, начинает упрекать вас в неблагодарности, грозит донести о чём-то Верочке… Вы даете пять целковых, но этого мало… Даёте ещё пять, и вас отпускают с условием, что завтра вы пришлёте ещё 15». После этого герой рассказа наносит визит к своему куму Дятлову, проживающему в районе Калужских ворот. Последний, увидев гостя, сразу тащит его к накрытому столу: «— Ни-ни-ни! — орёт он, наливая вам большую рюмку рябиновой. — Не смей отказаться! По гроб жизни обидишь! Не выпьешь — не выпущу! Сережка, запри-ка на ключ дверь!» После неоднократного употребления алкоголя у гостеприимного хозяина, в своём последнем посещении дома в Сокольницкой роще, рассказчик настолько пьян, что путает хозяйку и горничную, которой долго трясёт руку. Он возвращается вечером домой «разбитый, помятый, без задних ног», его встречает сварливая супруга, которая выговаривает ему за излишние траты на извозчика. После этого следует претензия за то, что от него разит вином, что он не умеет толком рассказать, в каком наряде была его кузина, что он «мучитель, изверг и убийца…» Обессиленный муж надеется, что на этом её тирады закончены и он сможет наконец-то лечь спать, но не тут-то было: жена почувствовала, что от него пахнет посторонними духами, и заподозрила его в любовной интрижке:
Вы таращите глаза, крякаете и в обалдении встряхиваете головой…
— Вы молчите?! Не отвечаете? — продолжает супруга. — Нет? Уми…умираю! До…доктора! За-му-учил! Уми-ра-аю!

Теперь, милый мужчина, одевайтесь и скачите за доктором. С Новым годом!

## Критика
Чехов написал большое количество произведений, которые можно отнести к своеобразному календарному циклу, отразив в пределах лаконичной литературной формы короткого рассказа ёмкие по своему содержанию произведения, показав в них психологию и нравы людей, особенности русской жизни и общественных отношений. В российских периодических изданиях 1880-х годов «календарная словесность» занимала значительное место и под различные юмористические миниатюры, рассказы, фельетоны и пародии, посвящённые церковным и светским праздникам выделялись существенные объёмы массовых изданий. Довольно значительное место такого рода жанры занимают и в творчестве Чехова (особенно раннего), а число его работ которые в той или иной мере можно отнести к этой календарной серии насчитывает около шестидесяти рассказов, миниатюр, сценок и зарисовок. Перу раннего Чехова принадлежит несколько комических новелл и юморесок с рождественской и новогодней тематикой, которые автор активно рассылал в сатирические журналы («Осколки», «Стрекоза», «Будильник»), понимая их незначительность писатель сам называл их «рождественской мелочишкой» и «новогодними побрехушками». Исследователь генезиса святочных рассказов Душечкина Е. В., отмечала, что писатель «создал классические образцы русского календарного рассказа», что было обусловлено тем, что ни один другой крупный русский прозаик XIX века не был так тесно связан с периодическими изданиями, «малой прессой», как Чехов. В своих пасхальных, новогодних и святочных рассказах предметом сатиры писателя становились различные закосневшие традиции, ритуалы, которые со временем превратились «в бессмысленный и бездуховный обряд: новогодние поздравления, выматывающие визиты, непременный бокал шампанского и т. д.» В этих рассказах писателя одним из главных методов достижения комического эффекта является приём создания сюжетного несоответствия, контраста, который подчёркивает разительное противоречие между истинным содержанием, предназначением праздничных обрядов и их пониманием, истолкованием и применением героями произведения в конкретной жизненной ситуации.
Филолог Козлова Я. О., относит рассказ «Новогодняя пытка» к числу календарных зарисовок писателя, где обыгрывается сюжет о «визитёрах» — людях, которые по традиционному обычаю должны были посетить своим присутствием власть имущих в период празднования Нового года, Рождества и именин. Козлова, считает, что к числу подобных рассказов имеющих сюжетно-тематическое сходство, можно также отнести такие произведения, написанные в период с 1883 по 1887 годы: «Орден», «Раз в год», «Новогодние великомученики», «Новогодняя пытка», «Праздничная повинность», «Визитные карточки». В этих рассказах «говорящие» фамилии персонажей, названия, их подзаголовки имеют ярко выраженные иронические коннотации и в них выражены авторские оценки. Так, названия новелл «Новогодняя пытка», «Праздничная повинность» сатирически подчёркивают, что наступление праздника для их героев не несёт ожидаемую радость от Нового года, а указывает на негативные моменты от постылой служебной повинности. Для указанных рассказов также характерным является то, что их герои представляют мелкое чиновничество, которые попадают в неудобные положения, которые разрешаются неожиданной комической развязкой. В частности в данном рассказе жена чиновника заставляя своего несчастного мужа бегать с визитами вежливости и высказывает претензии («мучитель, изверг и убийца») за то, что он не может толком передать детали посещений в конечном итоге падает в обморок, почувствовав духи кузины и вынуждая замученного ей мужа бежать за врачом. Литературовед Чудаков А. П., отмечал, что этот рассказ стоит в ряду тех произведений писателя, которые отмечены эволюцией его поэтики, когда начиная с 1886—1887 годов индивидуальный «голос» героя-рассказчика начинает занимать всё большее значение в повествовании. По мнению того же автора, в таких рассказах как «Новогодняя пытка», «Из записок вспыльчивого человека», «Зиночка» речь от первого лица уже не разграничивается на слово персонажа, от которого ведётся повествование данное в форме прямой речи, и сам сюжет, текст рассказа: «Все размышления, эмоции рассказчика слиты в одном общем повествовательном потоке».
В литературе высказывалось наблюдение, что «пытка» безвольного мужа объясняется во-многом обыгрыванием дальности преодоленных им расстояний для посещения адресов расположенных в противоположных районах Москвы. 